# Rivière Matachel
La rivière Matachel est une rivière du centre de l'Espagne, l'un des plus importants affluents du fleuve Guadiana. Il se distingue, dans une large mesure, par rapport aux autres affluents de la rive gauche du Guadiana, par son bassin étendu (il représente 3,8% du bassin du Guadiana).

## Cours
Le Matachel s'élève dans le Cortijo del Bruto, près d'Azuaga, dans la Sierra Morena. De sa source à son embouchure dans les environs de la ville de Don Álvaro, près de la capitale de l'Estrémadure, le Matachel traverse toute la province de Badajoz, divisant pratiquement en deux la région de Tierra de Barros, dont il est le principal cours d'eau. Dans sa partie finale, son cours est régulé par le réservoir d'Alange.
Ses affluents sont pour la plupart des cours d'eau saisonniers et des ruisseaux au caractère méditerranéen. Sur la rive gauche se trouvent les rivières Bonhabal et Retín avec son affluent, la rivière Usagre ; et sur la rive droite, la rivière San Juan et la rivière Palomillas.

## Bassin
Le bassin de la rivière Matachel n'est pas très escarpé, ce qui donne lieu à un réseau de drainage sinueux et dense auquel participent également un grand nombre de ruisseaux saisonniers. Le climat méditerranéen qui caractérise la zone marque de grandes différences saisonnières dans son débit, qui est pratiquement négligeable en été.
Dans ses eaux et ses rives, on trouve une faune de très haute valeur écologique comme le jarabugo (endémique du Guadiana), la mangouste, la genette ou le chat sauvage.